# بتو اورورک
بت اورورک (به انگلیسی: Beto O'Rourke) نمایندهٔ حوزه انتخابیه شانزدهم تگزاس از حزب دموکرات ایالات متحده آمریکا در مجلس نمایندگان ایالات متحده آمریکا است که برای نخستین‌بار در ۶ ژانویه ۲۰۱۳ میلادی به‌عضویت این مجلس درآمد.
اورورک از نامزدهای دموکرات انتخابات ریاست جمهوری سال ۲۰۲۰ و انتخابات سنای ایالات متحده از تگزاس در ۲۰۱۸ بود.